# The Infamous
The Infamous från 1995 är hiphop-duon Mobb Deeps andra album. Albumet räknas som ett av de mest inflytelserika hiphop-albumen under mitten av 1990-talet, och markerade Mobb Deeps genombrott.

## Låtlista
1. "The Start of Your Ending (41st Side)"
2. "The Infamous (Prelude)"
3. "Survival of the Fittest"
4. "Eye for an Eye (Your Beef Is Mines)" (med Nas och Raekwon)
5. "Just Step (Prelude)"
6. "Give Up The Goods" (med Big Noyd)
7. "Temperature's Rising"
8. "Up North Trip"
9. "Trife Life"
10. "Q.U.-Hectic"
11. "Right Back at You" (med Ghostface Killah, Raekwon och Big Noyd)
12. "The Grave (Prelude)"
13. "Cradle to the Grave"
14. "Drink Away the Pain" (med Q-Tip)
15. "Shook Ones Pt. II"
16. "Party Over" (med Big Noyd)